# Republica Altai
Republica Altai (în limbile rusă Респу́блика Алта́й; altai: Алтай Республика) este un subiect federal al Rusiei (o republică). Republica Altai este o entitate administrativă diferită de vecina sa, Kraina Altai.

## Geografia republicii
Republica este situată în centrul Asiei, la limita la care se întâlnesc taigaua siberiană, stepele Kazahstanului și semideșertul din Mongolia. Pădurile acoperă peste un sfert din teritoriul republicii. 
- Suprafața: 92,600 km²
- Frontiere:  
  - interne: Regiunea Kemerovo (N), Hakassia (NE), Republica Tuva (E) și Kraina Altai (W/NW).
  - internationale: Mongolia (SE), China (S) și Kazahstan (S/SW)
- Cel mai înalt punct: Muntele Beluha (4.506 m)
- Lătime maximă N->S : 360 km
- Lungime maximă E->W : 380 km

### Ora locală
Republica Altai este localizată pe fusul orar al Omskului cunoscut și ca al Novosibirskului, cu o diferență față de UTC de +06.00 (NOVT)/+07.00 (NOVST).

### Râurile și lacurile

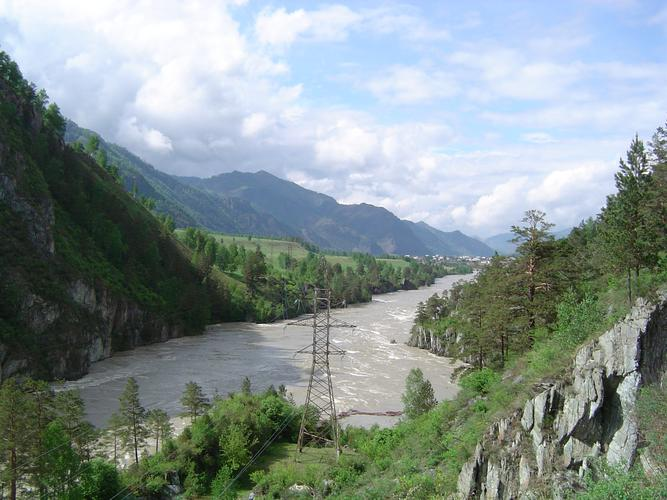
Râul Katun din nordul republicii

Peste 20.000 de râuri izvorăsc din zona muntoasă a republicii, a căror lungime însumată are peste 60.000 de kilometri. Cele mai mari râuri ale republicii sunt Katun și Biia, amândouă având izvoarele în munți și amândouă curgând către nord. Cele două râuri se unesc pentru a forma fluviul Ob, unul dintre cele mai mari cursuri de apă ale Siberiei, care se varsă în nord, în Oceanul Arctic. 
Râul Biia izvorăște din Lacul Telețkoe, cel mai mare lac al regiunii. Râul Katun își are izvoarele în Ghețarul Ghebler, aflat pe pantele celui mai înalt munte al republicii, Muntele Beluha. Râul Katun are o semnificație religioasă specială pentru poporul altai, dar și pentru unii ruși, Muntele Beluha fiind considerat poarta către mistica Șambala. Arhivat în 21 noiembrie 2008, la Wayback Machine.
Rețeaua hidrografică a republicii include și cam 7.000 de lacuri, cu o suprafață totală de aproximativ 700 km². Cel mai mare este Lacul Telețkoe, lung de 80 km, lat de 5 km, cu o suprafață de 230,8 km² și cu o adâncime maximă de 325 m. Lacurile montane din Altai reprezintă o mare rezervă de apă dulce de cea mai înltă calitate, puritatea apei fiind asigurată de lipsa surselor de poluare și a oricărei activități omenești în apropiere. Arhivat în 1 ianuarie 2007, la Wayback Machine. Lake Teletskoye alone contains more than 40 km³ of highly pure water. 

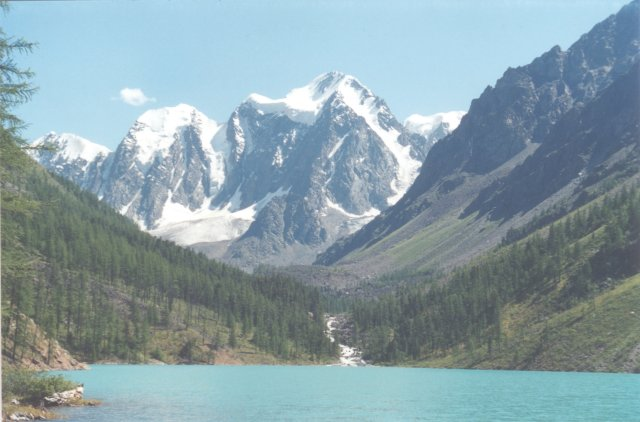
Lacul Șavo din Munții Ciuiski de Nord

### Munții
Caracterica determinantă a geografiei Republicii Altai este reprezentată de terenul muntos. Republica este situată în zona orizontală a lanțului Munților Altai, care acoperă o mare parte a republicii și se continuă pe teritoriile țărilor vecine Kazahstan, Mongolia și China. Zona este activă din punct de vedere seismic, cutremurele fiind cele care au modelat crestele abrupte ale munților, separate de văi înguste și adânci. Cel mai înalt vârf muntos din republică este totodată și cel mai înalt punct din Siberia – Muntele Beluha, 4.506 m. 

### Resursele naturale
Rezervele de apă reprezintă fără îndoială cea mai importantă resursă a republicii. Izvoarele tămăduitoare de apă minerală sau termală sunt puncte de atracție pentru turiști și pentru localnici deopotrivă. Ghețarii din Munții Altai sunt rezervoare de apă dulce de primă importanță. Volumul general de gheață calculat pentru ghețarii din Altai este de aproximativ 57 km³, 52 km³ fiind apă pură. Rezervele totale de apă ale ghețarilor depășeșc suma debitelor anuale medii ale tuturor râurilor din Altai, care se cifrează în jurul valorii de 43 km³. Cei mai mari ghețari sunt: Bolșoi Taldurinski (35 km²), Mensu (21 km²), Sofiiski (17 km²) și Bolșoi Maașei (16 km²).
Principalele resurse minerale ale regiunii sunt aurul, argintul, fierul și litiul. Marele oraș Barnaul din regiunea învecinată Altai a fost fondat inițial ca centru pentru prelucrarea mineralelor din  întreaga zonă. În zilele noastre, extracția de minerale utile este mai scăzută fată de cum era cu câteva decenii în urmă.

### Clima
Republica are o climă temperat-continentală, cu veri relativ scurte și călduroase (iunie – august) și cu ierni lungi, reci, uneori cu temperaturi extrem de scăzute (noiembrie – martie). 
În general, clima din zonele de sud-est ale republicii este mai dură decât cea din zonele mai putin înalte din nord. 
- Temperatura medie anuală: +1 °C  ...  -6.7 °C.
- Temperaturi în luna ianuarie: -9.2 °C ...  -31 °C.
- Temperaturi în luna iulie: +11 °C ...  +19 °C.
- Cantitatea medie anuală de precipitații : 100-1000 mm.

## Populația
- Populația: 202.947 (2002)
  - Urbană: 53.538 (26,4%)
  - Rurală: 149.409 (73,6%)
  - Bărbați: 96.572 (47,6%)
  - Femei: 106.375 (52,4%)
- Femei la 1000 de bărbați: 1.102
- Vârsta medie: 30,5 ani
  - Urban: 29,4 ani
  - Rural: 30,9 ani
  - Bărbați: 29,0 ani
  - Femei: 32,0 ani

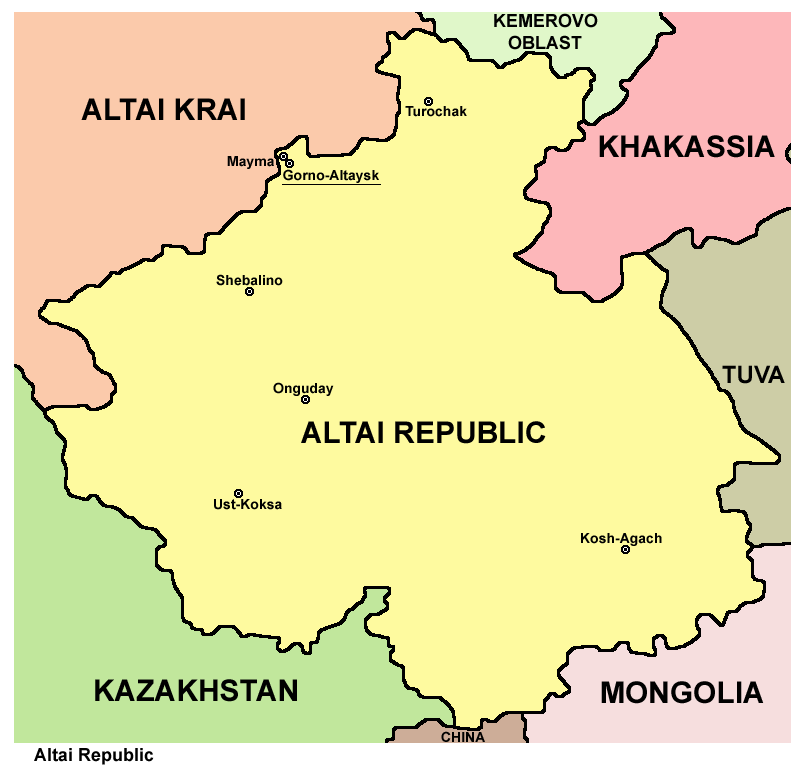

- Numărul de gospodării: 69.004 (cu 200.100 locuitori)
  - Urban: 19.864 (cu 55.578 locuitori)
  - Rural: 49.140 (cu 147.522 locuitori)
- Statistica demografică (2005)
  - Nașteri: 3.502 (rata nașterilor 17,2/1.000 locuitori)
  - Decese: 3.170 (rata deceselor 15,5/1.000 locuitori)

- Grupurile etnice

În conformitate cu rezultatele recensământului din 2002, rușii reprezintă 57,4% din populația republicii, în timp ce altaicii reprezintă numai 30,6%, adică 62.192 persoane.  
| Recensământul din | 1939            | 1959            | 1970            | 1979            | 1989            | 2002            |
| ----------------- | --------------- | --------------- | --------------- | --------------- | --------------- | --------------- |
| Altaici           | 39.285 (24,2%)  | 38.019 (24,2%)  | 46.750 (27,8%)  | 50.203 (29,2%)  | 59.130 (31,0%)  | 67.9951 (33.5%) |
| Ruși              | 114.209 (70,4%) | 109.661 (69.8%) | 110.442 (65,6%) | 108.795 (63,2%) | 115.188 (60,4%) | 116.510 (57,4%) |
| Kazahi            | 4.280 (2,6%)    | 4.745 (3,0%)    | 7.170 (4,3%)    | 8.677 (5,0%)    | 10.692 (5,6%)   | 12.108 (6,0%)   |
| Alții             | 4.405 (2,7%)    | 4.736 (3,0%)    | 3.899 (2,3%)    | 4.365 (2,5%)    | 5.821 (3,1%)    | 6.334 (3,1%)    |

- include 2.368 teleghini, 1.533 tubalari, 931 kumandini și 830 celcani, care nu fuseseră recunoscuți ca naționalități separate până la recensământul din 2002.

## Istorie
Autonomia națională a popoarelor altaice a fost proclamată pe 1 iunie 1922 prin înființarea Regiunii Autonome Oirote (Ойро́тская автоно́мная о́бласть), parte a Regiunii Altai. Pe 7 ianuarie 1948, a fost creată Regiunea Autonomă Gorno-Altai (Го́рно-Алта́йская автоно́мная о́бласть). În 1991, gradul administrativ a fost elevat și denumirea  regiunii a fost schimbată în Republica Sovietică Socialistă Gorno-Altai. În 1992 Republica Altai a primit denumirea prezentă.

## Politica
Șeful statului și al guvernului este președintele ales prin vot universal pentru un mandat de patru ani. În 2006, șeful statului era Alexandr Vasilievici Berdnikov. Corpul legiuitor al republicii este El Kurultai, cu 41 de deputați, aleși prin vot universal pentru un mandat de patru ani. 
Constituția Republicii Altai a fost adoptată pe 7 iunie 1997. 

## Economia
Republica Altai este o regiune agricolă. Cele câteva întreprinderi industriale sunt cele din industria alimentară, metalurgia neforoaselor, chimică, extragerea mineralelor utile (aur), prelucrarea pieilor și lemnului. Turismul a început să aibă o tot mai mare importanță pentru economia republicii după ce în zonă s-au costruit numeroase hoteluri și alte facilități turistice. 

### Transporturile
Datorită caracteristicilor specifice regiunii, s-au dezvoltat două tipuri de transport: auto (peste 90% din întregul transport) și aerian (pasageri și poștă). Transportul auto reprezintă principalul mijloc de transport, majoritatea locuitorilor trăînd de-a lungul principalei autostrăzi (Ciuiski). În republică sunt peste 3.500 de kilometri de șosele (din care 572 km, șoseaua Ciuiski), drum de importanță republicană pe relația Novosibirsk – Biisk – Tașanta.

## Turismul

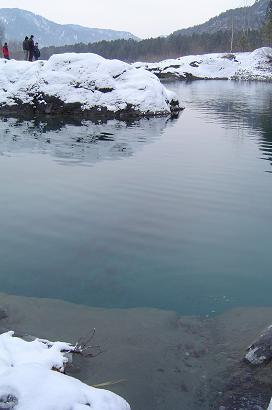
Lac din Munții Altai care nu îngheață iarna datorită izvoarlor de apă geortermală

După prăbușirea Uniunii Sovietice, turismul din Republica Altai s-a dezvoltat foarte mult. Deși rușii bogați din statele vecine sunt cei mai obișnuiți turiști din republică, tot mai mulți turiști din străinătate, în particular credincioși New Age, vin în zonă, în special datorită marii semnificații spirituale a regiunii.
Cele mai populare destinații turistice se află în nord, unde starea drumurilor este mai bună, mai ales de-a lungul autostrăzii Ciuiski, care este principala cale terestră de pătrundere dinspre nord spre zona turistică. În plus, clima în nordul republicii este mai blândă decât în sud, unde chiar și vara pot apărea zile friguroase. 
Printre cele mai importante puncte de interes turistic din regiunea Altailor se află Lacul Aiia, Belokurinha (staține cunoscută în special pentru izvoarele de apă minerală), și foarte pitoreasca regiune Ciemal. Turiștii aventuroși pot vizita Lacul Telețkoe sau Muntele Belha din sud. 

## Învățământul
În republică funcțonează o universitate, 12 colegii și 205 școli primare și gimnaziale. 

## Religia
Religia tradițională a altaicilor nativi este șamanismul. Rușii sunt în principal creștini-ortodocși. Există și un număr  redus de credincioși budiști. 
Printre altaici, începând cu anul 104 până pe la mijlocul celui de-al patrulea deceniu al secolului trecut, a fost popularizată o nouă credință, burhaismul ("Ak Jang", "credința albă"). Noua religie își avea origiea în regiune și punea accent pe aspectele "albe" ale șamanismului. După perioada de represiune religioasă comunistă, burhaismul a renăscut în zilele noastre, devenind o parte importantă a conștiinței naționale altaice și a culturii indigenilor în general. 
Credincioșii New Age, discipoli ai lui Agni Yoga, vin deseori în pelerinaje pe Muntele Beluha, unde consideră că se află Șambala, credință împărtășită de altfel și de șamaniștii altaici. 
Deși șamanismul este mult mai puțin practicat astăzi, datorită colonizării rusești și a represiunii sovietice, credința religioasă a renăscut ca rezultat al noii libertăți religioase care a urmat după colapsul URSS-ului. 